# Баово
Баово или Бахово (грч. Πρόμαχοι, Промахи) је насељено место у општини Меглен у периферији Средишња Македонија, Грчка. Према попису из 2021. године било је 1.654 становника. У близини се налази манастир посвећен Светом Илариону Мегленском.
Према бугарском географу и историчару, Василу Канчову, у Баову је 1900. године живело 560 Словена хришћана. Македонски историчар Тодор Симовски, 1998. године наводи да је Баово словенско насеље.